# (7059) Van Dokkum
(7059) Van Dokkum est un astéroïde de la ceinture principale.

## Description
(7059) Van Dokkum est un astéroïde de la ceinture principale. Il fut découvert le 18 septembre 1990 à l'observatoire Palomar par Henry E. Holt. Il présente une orbite caractérisée par un demi-grand axe de 1,83 UA, une excentricité de 3,8 et une inclinaison de 68,2° par rapport à l'écliptique.

## Étymologie
Cet astéroïde est nommé en l'honneur de Pieter van Dokkum (1972-).